# VTEC

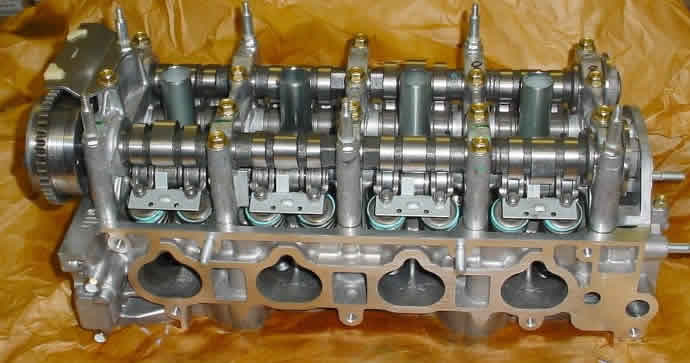
Sistema i-VTEC del motor Honda K20Z3. Aquest motor pertany al Honda Civic Si (2006-2009), destinat al mercat de Nord-amèrica i el Canadà.

VTEC (Variable valve, Timing and lift, Electronic, Control) és un sistema de distribució variable de les vàlvules d'un motor de quatre temps, desenvolupat per la marca Honda i introduït al mercat a l'abril de 1989. Es pot dir que el sistema original prové de la tecnologia REV (Revolution-modulated valve control) introduït a la CBR400 el 1983, conegut com a HYPER VTEC.

## Funcionament

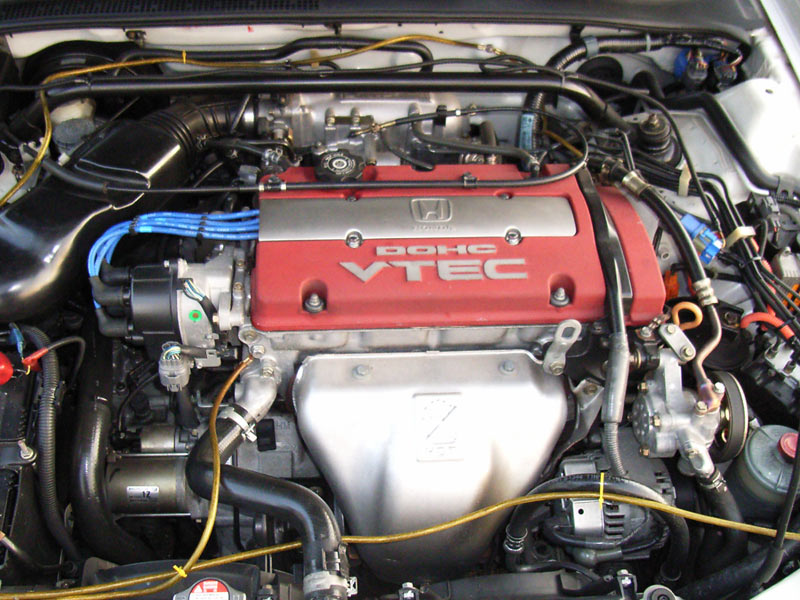
Motor Honda H22A DOHC VTEC. Motor dels vehicles Honda Prelude i Honda Acord Type R (Acord Euro-R al Japó).

El sistema VTEC consisteix a utilitzar una tercera lleva per cilindre, a l'arbre de lleves, que entra en funcionament a partir de cert règim de gir i s'encarrega de regular l'obertura de les vàlvules d'admissió i d'escapament. Aquesta lleva addicional està controlada electrònicament i és més agressiva que les normals, és per això que també s'anomena “lleva calenta”.
Aquest mecanisme és capaç de controlar generalment la variació d'admissió en motors SOHC (d'un sol arbre de lleves) i la variació de l'admissió i escapament als motor DOHC (de doble arbre de lleves).

## Avantatges
La potència, el parell motor i el règim de gir d'un motor són proporcionals. L'avantatge del sistema VTEC resideix en oferir un bon parell motor a baixes revolucions – que és on més es necessita – i molta potència a altes revolucions.
El mecanisme està controlat per un sistema electrònic que s'encarrega de regular la variació de l'obertura de les vàlvules segons sigui necessari, d'aquesta manera s'allarga el recorregut de l'obertura de les vàlvules de tal manera que augmenta l'entrega de potència i es limita per contenir el consum de combustible de forma variable.
El resultat de tot això dona un motor econòmic quan es condueix de forma moderada i un motor potent amb una entrega de potència enèrgica quan trepitges l'accelerador. És per això que el sistema VTEC, a més de dependre de les revolucions, també depèn en gran manera de la manera de conduir, ja que permet al conductor controlar el mecanisme amb el pedal de l'accelerador.

## Origen
El mecanisme va ser dissenyat per Ikuo Kajitani quan treballava al primer departament de disseny d'Honda. Llavors Nobuhiko Kawamoto era el president i va sol·licitar a Ikuo Kajitani que desenvolupés un motor que fos la base dels futurs motors de la companyia nipona.
En un principi la proposta va sorgir per crear un motor lleugerament més eficient i més potent del normal, però aviat Kawamoto va pressionar a Kajitani perquè desenvolupés un motor d'1,6 litres amb 160cv de potència (100cv/l) en una època en què els motors entregaven un màxim de 70 o 80cv amb aquest mateix cubicatge.
La inspiració del VTEC és simple, es fixa amb el cos humà i el seu sistema respiratori. Quan els humans estem en repòs, asseguts, parats o fins i tot caminant, el nostre sistema respiratori consumeix poc aire, ja que els nostres músculs i el cervell requereixen una quantitat moderada d'oxigen en aquell moment. Quan correm o estem sota un estat estressant pel cos, els nostres pulmons s'obren (bronco dilatació) permetent una major oxigenació. D'aquesta manera el nostre cos s'omple d'oxigen quan ho necessita i conforme el necessita, sense la necessitat d'exaltar els pulmons en tot moment.
Quan a Kajitani li van demanar un motor de 1600cm³ amb 160cv ell va dir: “It felt like a dream” (sembla un somni), ja que tot i el seu enginy, aquelles xifres sonaven quasi impossible, però quan l'Honda Integra va ser introduït a l'Abril de 1989, amb un motor DOHC VTEC, les paraules de Kajitani van ser: “It was a true dream engine” (és un motor de somni). D'aquí l'eslògan d'Honda, “The power of Dreams” (El poder dels somnis).

## Variants
A més dels motor SOHC VTEC i DOHC VTEC, avui en dia existeixen els i-VTEC (intelligent-VTEC, bàsicament el mateix mecanisme amb el sistema de gestió electrònic millorat), el no tan famós VTEC-E més conegut com a VTEC de 3 etapes (encaminat a reduir encara més el consum), el Turbocharged VTEC (versió sobrealimentada mitjançant turbocompressor) i l'Advance VTEC aparegut el 2006.
Al segment de motocicletes existeix un prototip denominat Hyper VTEC.

## Vehicles amb motor VTEC

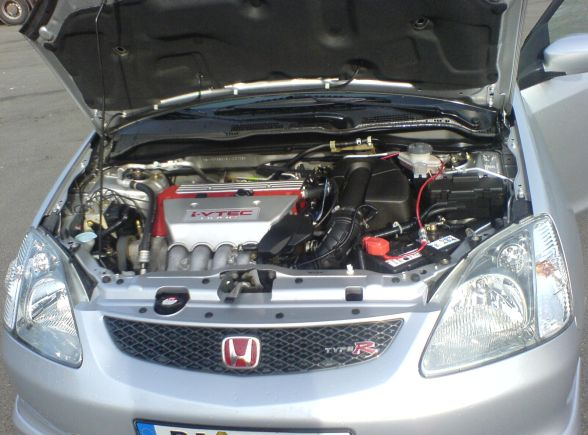
Civic Type R amb un motor i-VTEC, que és una versió del VTEC millorada electrònicament.

- Honda Accord o Acura TSX
- Honda City
- Honda Civic
- Honda CRX
- Honda CRX DelSol
- Honda CR-V
- Honda Element
- Honda FR-V
- Honda HR-V
- Honda Inspire o Honda Accord
- Honda Integra o Acura RSX
- Honda Jazz o Honda FIT
- Honda Legend o Acura RL
- Acura MDX
- Honda NSX
- Honda Odyssey
- Honda Passport
- Honda Pilot
- Honda Prelude
- Honda Ridgeline
- Acura RDX
- Honda Stream
- Honda S2000
- Acura TL
- Honda That’s
- Honda VFR 800
- Ariel Atom

## Mites, Curiositats i Dades sobre el sistema VTEC
- No es va dissenyar perquè el motor tingués més potència, sinó perquè hi hagués una economia de combustible.
- En l'actualitat tots els models d'Honda utilitzen aquesta tecnologia.
- El Civic SI o SIR a Mèxic i el Canadà, tenen una estampa de “DOHC VTEC” encara que el que anuncien és el DOHC.
- Actualment s'utilitza en bots i motos d'Honda amb variacions de l'Hyper VTEC.
- El 2001 Honda va desenvolupar la tecnologia i-VTEC, que ofereix millores en el sistema electrònic, i va vendre la tecnologia VTEC.
- Actualment moltes marques han comprat la tecnologia VTEC per fer les seves pròpies versions de variació de vàlvules. Algunes marques que utilitzen aquestes variacions són: Ferrari, Porsche (VarioCam Plus), BMW, Mitsubishi (MIVEC), Toyota (VVTL-i) i Nissan (VVL).
- Es diu que ve de les grans èpoques d'Honda a la Formula 1 als anys 80.
- La tecnologia va ajudar a Honda a ser la primera a arribar a una eficiència de 100cv per litre.
- Li ha donat des d'aquelles èpoques un 90% dels premis d'enginyeria automobilística a Honda en qüestió de motors.
- Actualment Honda produeix el motor atmosfèric (naturalment aspirat) de major rendiment del món: l'F20 de l'Honda S2000.